# Comunitat de comunes de la Costa dels Megàlits
La Comunitat de municipis de la Costa dels Megàlits (en bretó Kumuniezh kumunioù Aod ar Meurvein) és una antiga estructura intercomunal francesa, situada al departament del Morbihan a la regió Bretanya, al País d'Auray. Té una extensió de 57,23 kilòmetres quadrats i una població de 7.859 habitants (2006). Va existir de 1997 à 2013.

## Composició
Agrupava 3 comunes :
1. Carnac
2. La Trinité-sur-Mer
3. Plouharnel